# Castanhal Esporte Clube
Maillots
Le Castanhal Esporte Clube, également connu sous le nom de Castanhal EC, est un club brésilien de football fondé en 1924 et basé dans la ville de Castanhal, dans l'État du Pará.
Le club joue ses matchs à domicile au Stade Maximino Porpino Filho, et joue actuellement dans le championnat du Pará.

## Histoire
Le club est fondé en 1924 par un groupe de sportifs (parmi eux Jota Vicente, Orvácio Batista et Lauro Cardoso), peu de temps après la création de la ville elle-même.
Le club se professionnalise pour la première fois en 1975.

## Stades
Depuis 1947, le club joue ses matchs à domicile au Stade Maximino Porpino Filho, surnommé le Modelão et doté de 5 000 places.

## Palmarès
| Compétitions nationales                                                                                                   |
| --- |
| - Championnat du Pará : - Vice-champion : 2000. - Championnat du Pará D2 (1) : - Champion : 2003. - Vice-champion : 2016. |

## Personnalités du club

### Présidents du club
- José Wanderley Melo
- Hélio Paes

### Entraîneurs du club
- Samuel Candido
- Artur Oliveira

### Anciens joueurs du club
- Abuda
- Lucas Gomes
- Vanderson